# 賤母大橋
賤母大橋（しずもおおはし）は、岐阜県中津川市と長野県木曽郡南木曽町の木曽川に架かる国道19号（国道256号重用）の橋である。
開通当時は、長野県木曽郡山口村と南木曽町を結ぶ長野県内の橋であったが、2005年（平成17年）、山口村が岐阜県中津川市に編入されたことにより、現在は岐阜県と長野県の県境の橋になっている。

## 概要
- 主径間1連分形式 - 鋼2径間連続上路トラス橋
- 鋼橋部橋長 - 180 m
  - トラス部支間割 - ( 56.2 m + 68.3 m )
- 幅員
  - 有効幅員 - 11.0 m
  - 車道 - 9.0 m
  - 歩道 - 片側2.0 m
- 総鋼重 - 594 t
- 床版 - 鉄筋コンクリート
- 施工 - 片山ストラテック[注釈 1]、コミヤマ工業、日立造船

## 歴史
明治時代、中山道の改良工事が進められたが、馬籠宿・妻籠宿付近の勾配が激しいため、それを迂回する道として1892年（明治25年）に木曽川沿いに新道（賎母新道）が開通する。1955年（昭和30年）の山口ダムの完成の為水没し、トンネル（賎母隧道）への付け替えが行なわれた。
昭和40年代以降のモータリゼーションによる交通量増加で慢性的な渋滞が発生したため、旧中央本線（1972年〈昭和47年〉に島田トンネル完成で付替）の跡地を利用したバイパス建設が着手される。このバイパスに接続するために新たに架橋されたのが賤母大橋である。延長191.0 m、幅員12.0 mとして1987年（昭和62年）12月に供用を開始した。

## その他
上流約1キロメートルに山口ダムがある。ダムの下流には「矢筈橋」という橋があり、山口ダムにより水没した旧々国道19号と接続していたが、現在は通行できない。